# Branquignol
Pour plus de détails, voir Fiche technique et Distribution.
Branquignol est une comédie française, réalisée par Robert Dhéry en 1949, interprétée par les membres de la troupe Les Branquignols.

## Histoire

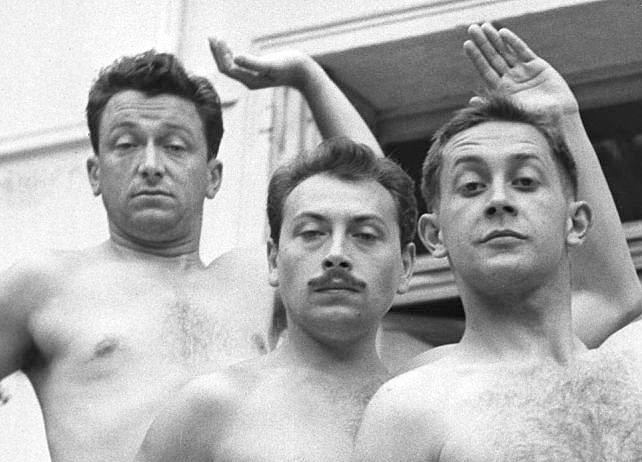
Robert Dhéry, Jacques Legras et Pierre Olaf, en 1950.

Le marquis de Pressaille a l'intention d'annoncer ses fiançailles au cours d'une soirée de gala. La troupe des « Branquignols » sabote cette soirée pour rendre service à l'un de leurs amis qui aime la fiancée. Tous les numéros tourneront à la catastrophe.
Le plombier oublie de refermer le compteur, le majordome égare la clé de la malle aux costumes, le lustre s'effondre en plein cours de la représentation et d'autres catastrophes se produisent, lors de cette soirée de cérémonie donnée à l'occasion des fiançailles du châtelain. 

## Fiche technique
- Titre : Branquignol
- Réalisation : Robert Dhéry
- Scénario : Robert Dhéry, d'après son show burlesque
- Adaptation et dialogue : Robert Dhéry
- Musique : Gérard Calvi
- Paroles des chansons : André Hornez
- Décors : Roger Briaucourt
- Costumes : Jean Zay
- Son : René Longuet
- Montage : Christian Gaudin
- Production : Cité-Films
- Producteurs : Jacques Bar, Henri Diamant-Berger
- Directeur de production : Grégoire Geftman
- Année : 1949
- Pays :  France
- Format : Noir et blanc - 35 mm - Son mono
- Durée : 97 minutes
- Genre : Comédie
- Date de sortie : 
  - France - 16 décembre 1949
- Affiche : Fernand François (France)

## Distribution

La troupe du film
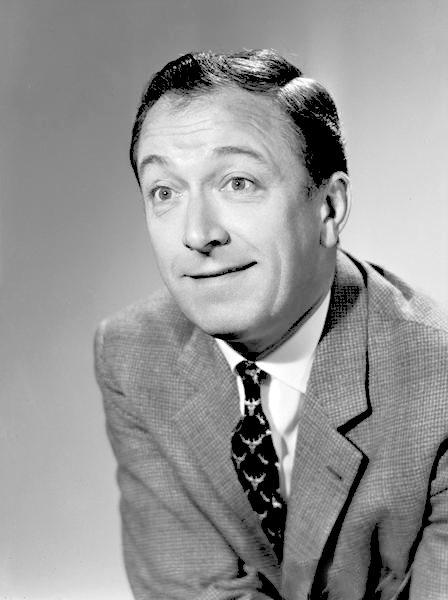
Robert Dhéry
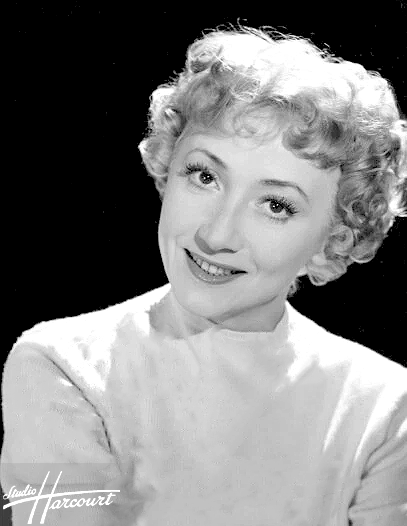
Colette Brosset
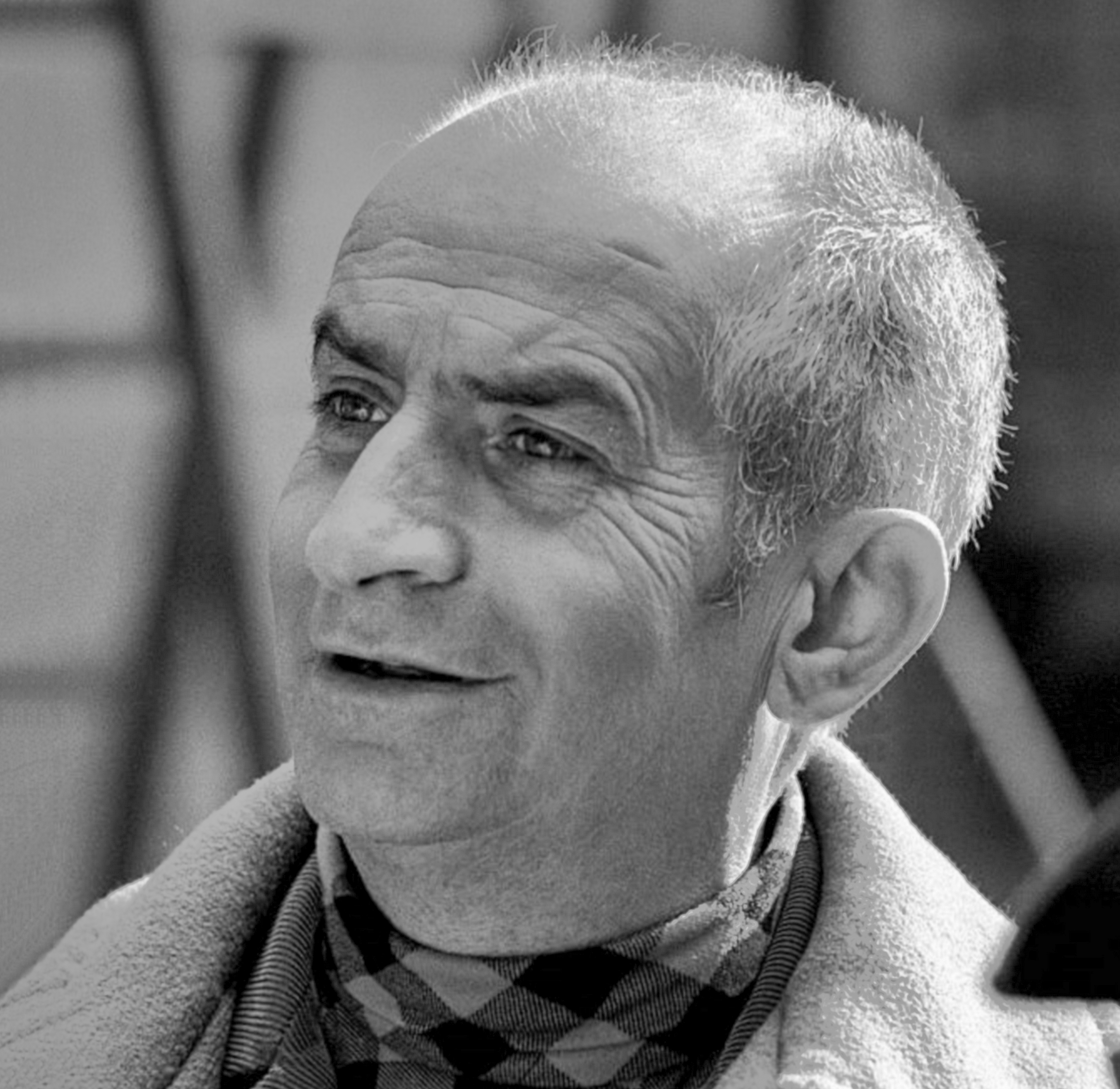
Louis de Funès
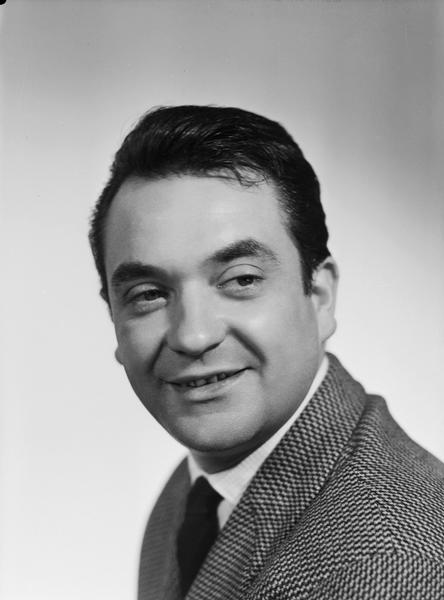
Jean Carmet
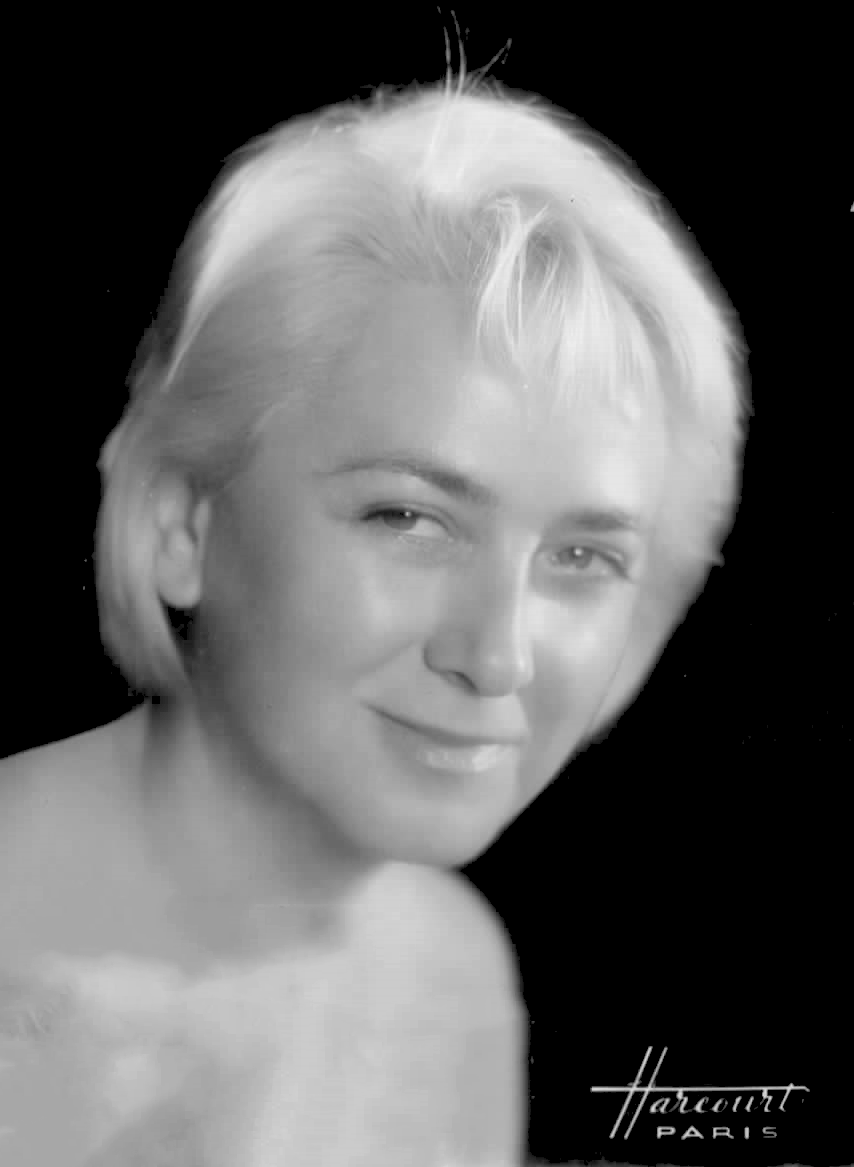
Jacqueline Maillan
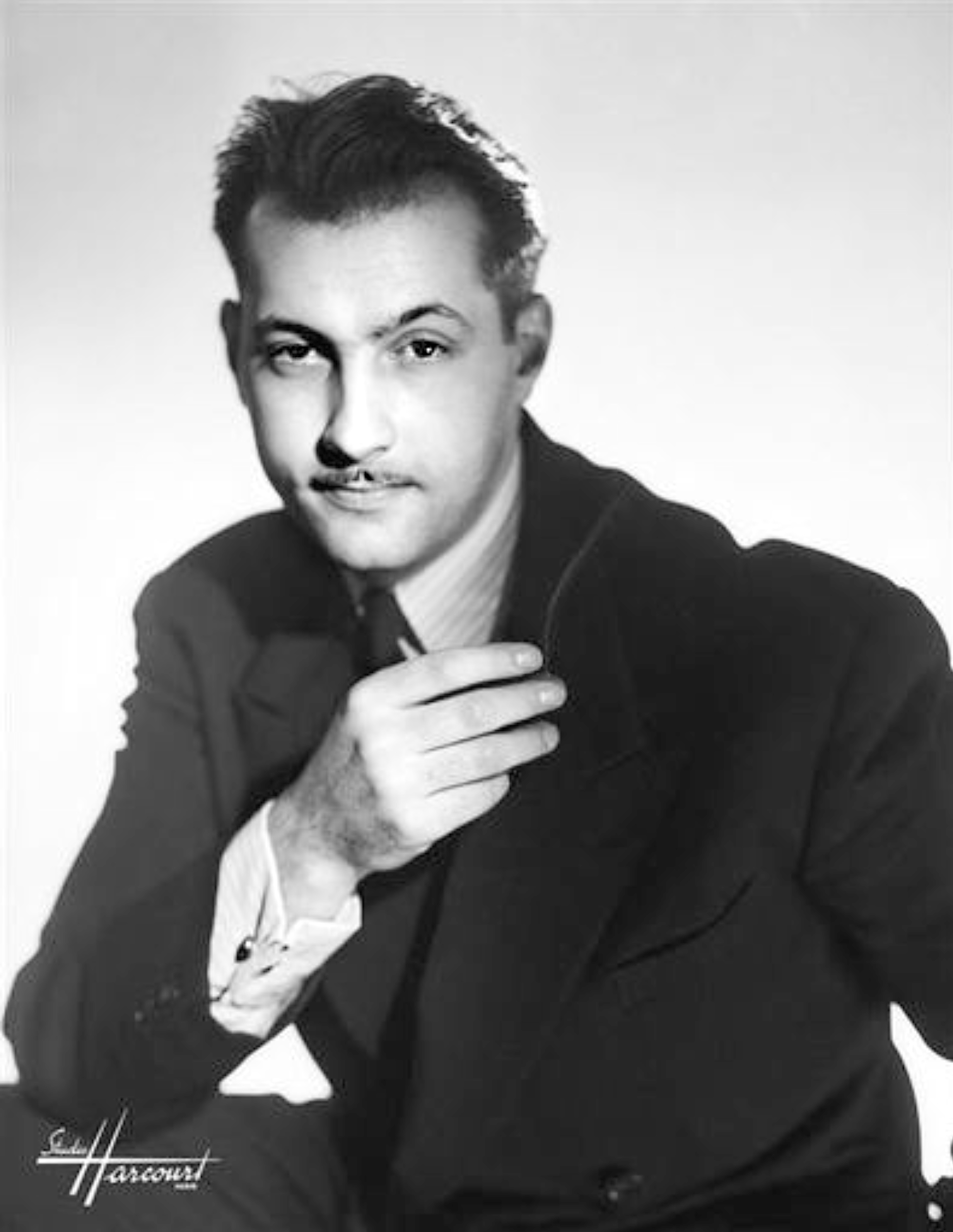
Michel Serrault
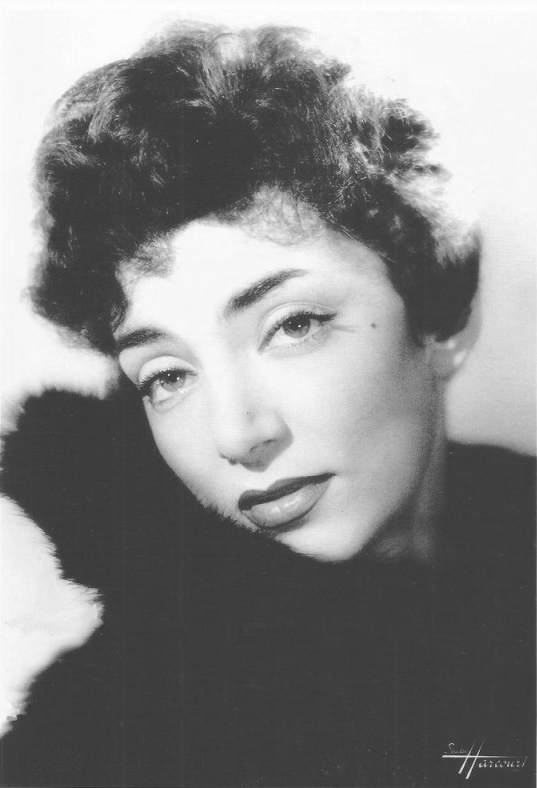
Micheline Dax
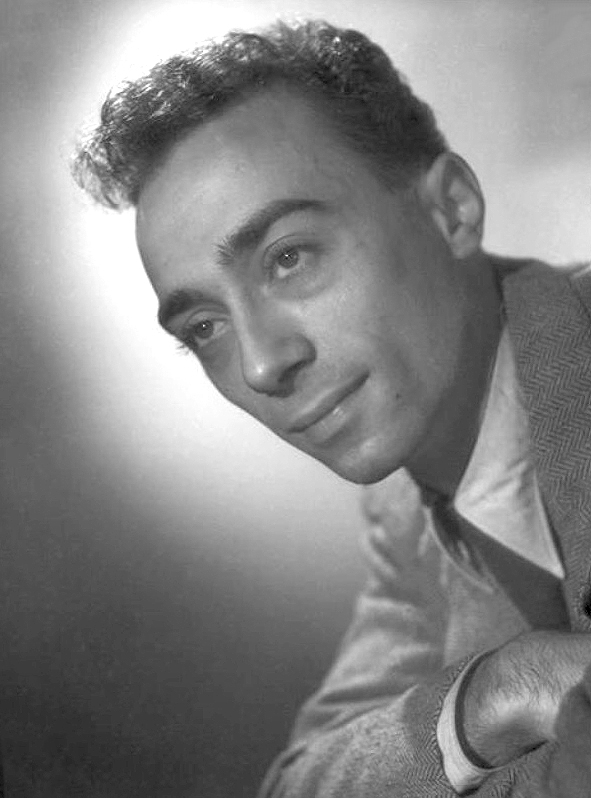
Christian Duvaleix
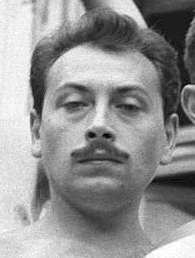
Jacques Legras
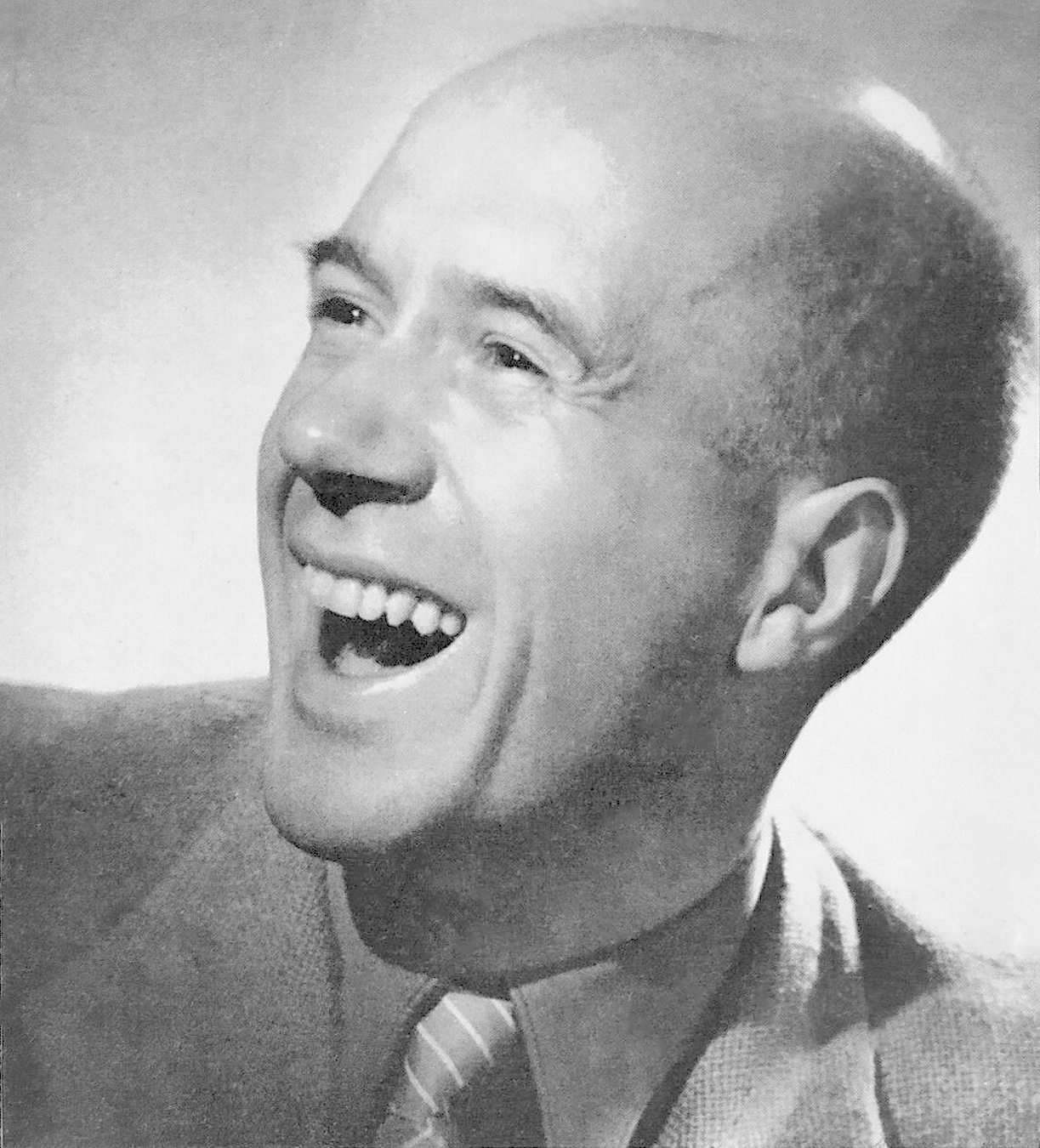
Roger Caccia
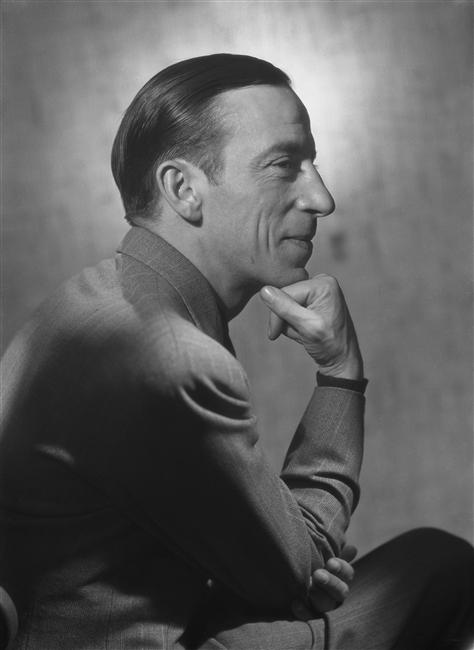
Raymond Bussières
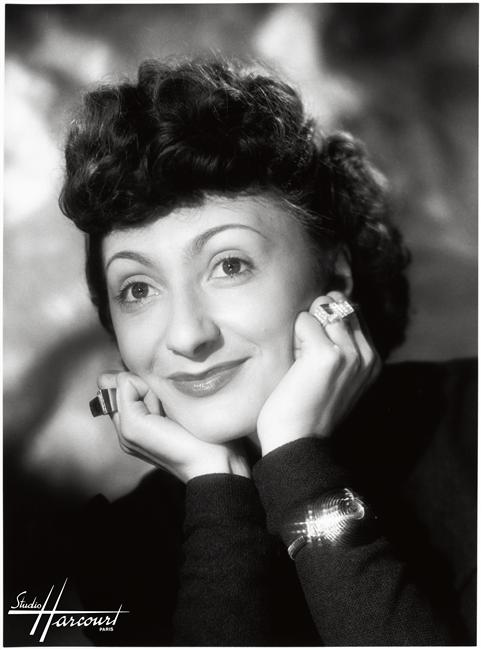
Annette Poivre
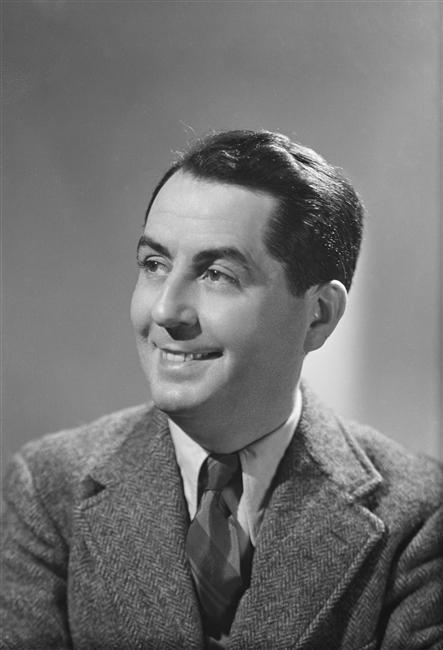
Julien Carette
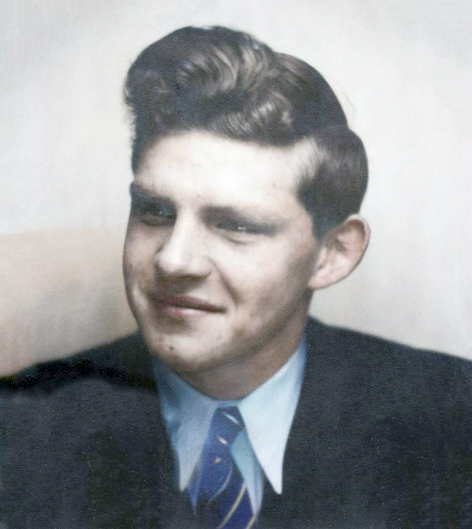
Gérard Calvi
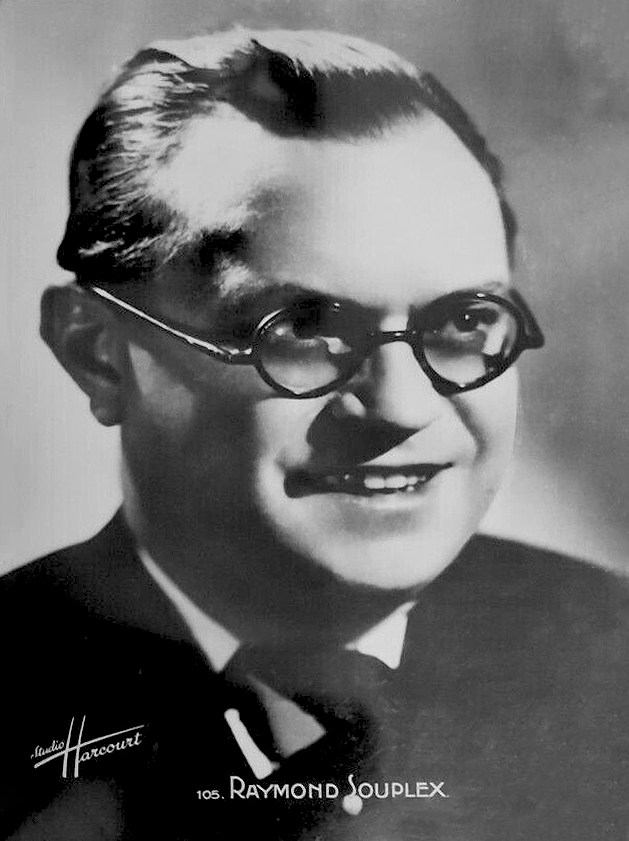
Raymond Souplex
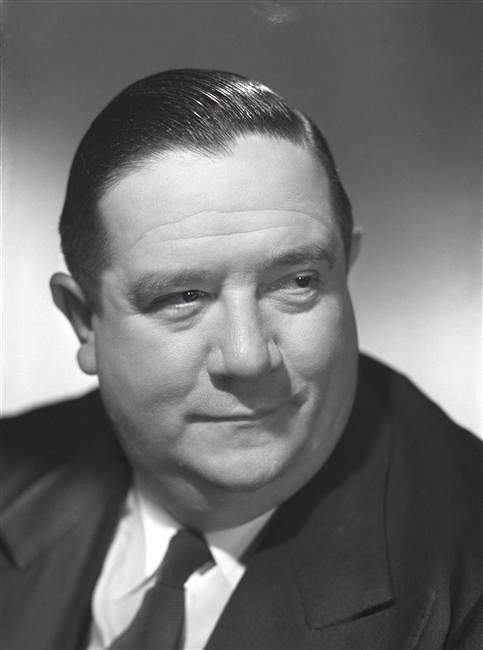
André Gabriello
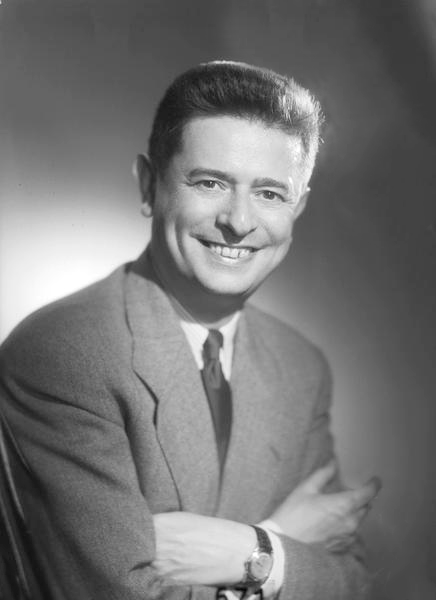
Robert Rocca
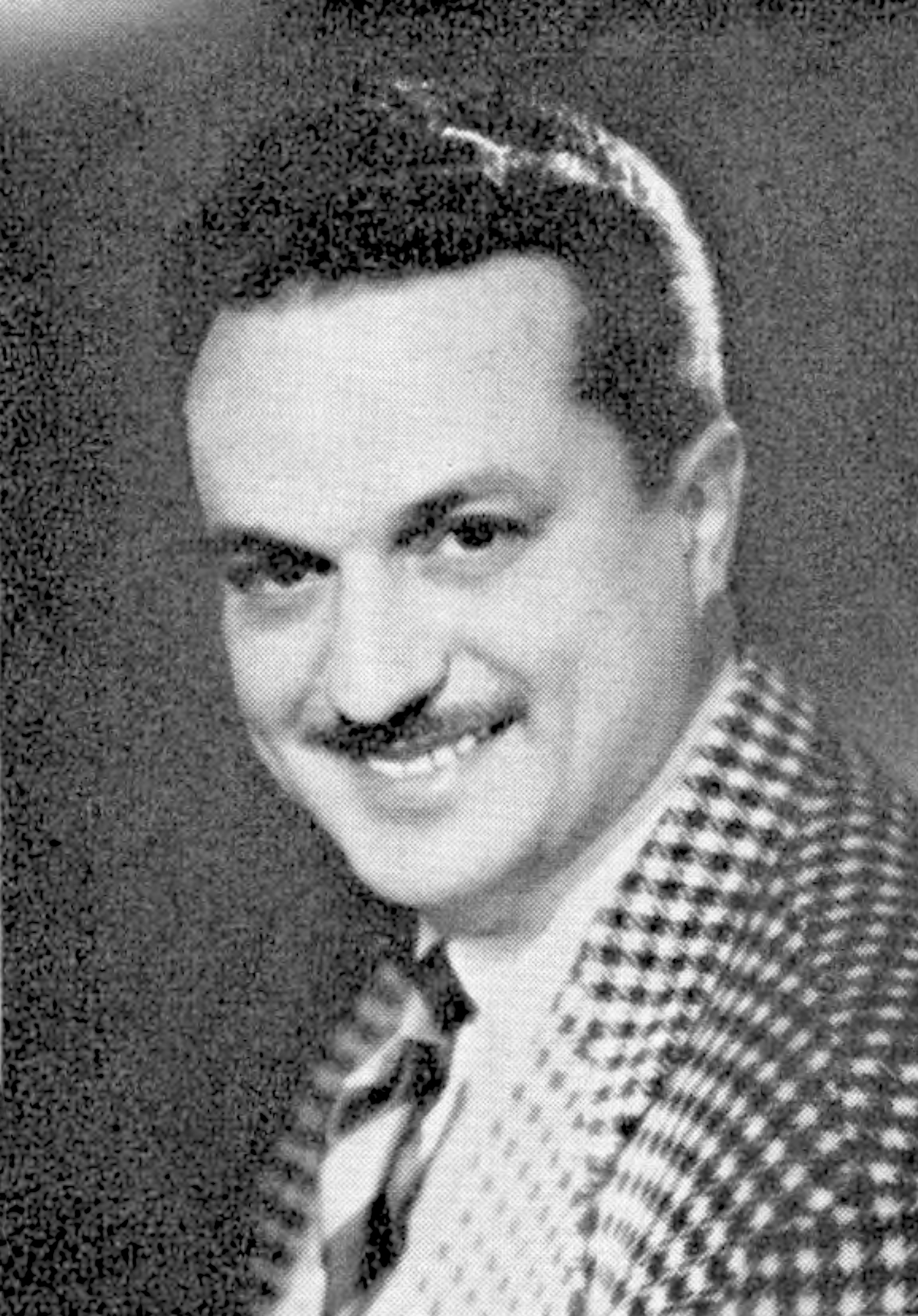
Robert Destain
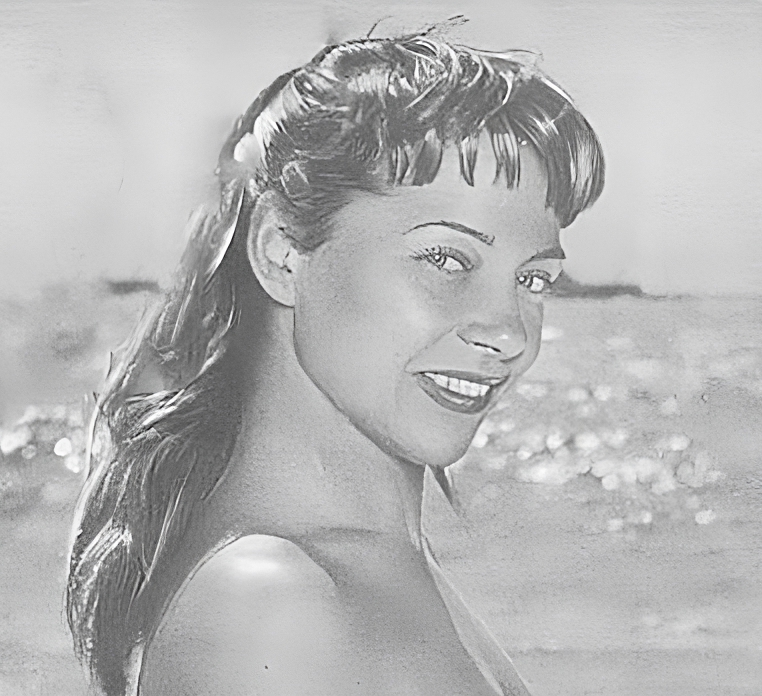
Rosine Luguet
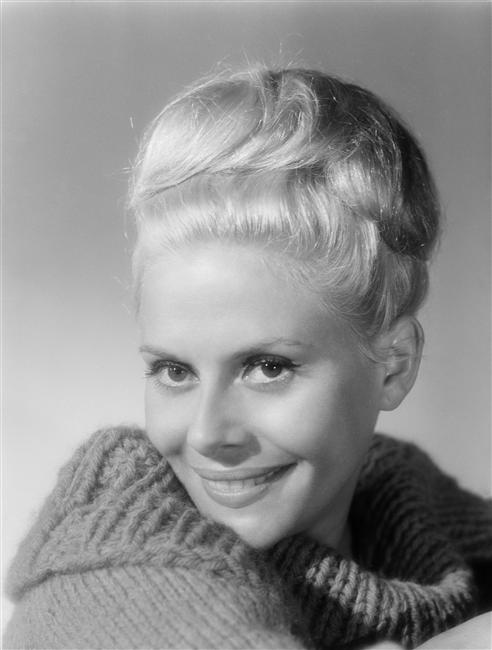
Christiane Minazzoli

- Robert Dhéry : Bill Rocket, le cow-boy d'opérette
- Colette Brosset : Caroline
- Julien Carette : lui-même en majordome, puis en machiniste de théâtre minable
- Pauline Carton : L'astiqueuse de cloches
- Jean Carmet : Bidel, le fantaisiste raté
- Raymond Bussières : Le plombier
- Annette Poivre : La spectatrice aux pommes de terre
- Micheline Dax : Aurélie de la Molette
- Gérard Calvi : Le chef d'orchestre
- Raymond Souplex : Le convive de sang-froid
- Jacques Legras : Le domestique qui crie trop fort
- Christian Duvaleix : un branquignol
- Robert Destain : Le chanteur
- René Dupuy : Gabriel
- Jacques Emmanuel : Hercule de Pressailles
- Roger Saget : Le majordome
- Mathilde Casadesus : Suzanne
- Madeleine Lambert : La marquise de Pressailles
- André Gabriello : Le spectateur qui a trop chaud
- Paulette Arnoux : La femme du spectateur sourd
- Capucine : une cow-girl
- Franck Daubray
- Pierre Destailles : Pierrot
- Yvette Dolvia
- Henri Ferrari : lui-même en Hercule de foire
- Loulou Ferrari : partenaire du précédent
- France Gabriel
- Christian Gallo
- Michèle Lahaye : La colonelle
- Henri Leca : Le mari de la femme jalouse
- Étienne Lorin : Le clarinettiste en retard
- Rose Mania : La femme jalouse
- Denise Provence : Une danseuse
- Robert Rocca : Le protestataire
- Constance Thierry
- Titys : Le spectateur sourd
- Marcel Vallée : Le préfet
- Roger Vincent
- René Worms : Le spectateur qui remercie le chef d'orchestre
- Pierrette Rossi : Pierrette
- Rosine Luguet : elle-même en funambule
- Jane Val : une cow-girl
- Christiane Verneuil
- Yaure Christian
- Christiane Minazzoli : La danseuse au ballon
- Jean Duvaleix : Le scrongneugneu
- Al Cabrol : un cow-boy
- Bernard Amiot
- Jean Pignol : un cow-boy
- Charles Montel : un vieil homme
- René Desprez
- Marcel Orluc
- Alain Terrane
- Jacques Dalès
- Luong Van Yen : Ki du Ry, celui qui raconte des histoires
- Marcel Charvey : le spectateur moustachu
- Georges Jouvin : Le trompettiste de l'orchestre
- Georges Demas : Un spectateur
- Guillaume Besnard
- Johnny Sabrou : le guitariste de l'orchestre
- Willy Lockwood : le contrebassiste de l'orchestre